# William Bingham
William Bingham (ur. 8 marca 1752 w Filadelfii, zm. 7 lutego 1804 w Bath w Anglii) – amerykański polityk, dyplomata i przedsiębiorca ze stanu Pensylwania.
W latach 1786–1788 był członkiem Kongresu Kontynentalnego jako delegat z Pensylwanii.
W latach 1795–1801 z ramienia Partii Federalistycznej zasiadał w Senacie Stanów Zjednoczonych reprezentując stan Pensylwania. Pod koniec czwartej kadencji Kongresu Stanów Zjednoczonych przez kilka tygodni pełnił funkcję przewodniczącego pro tempore Senatu Stanów Zjednoczonych.
Po upłynięciu kadencji nie ubiegał się o reelekcję, lecz wycofał się z życia publicznego i zajął się zarządzaniem swoim majątkiem. W 1801 roku wyemigrował do Anglii i wraz ze swą córką zamieszkał w mieście Bath w hrabstwie Somerset, gdzie zmarł w 1804 roku.